# Llei dels quadrats
La llei dels quadrats és un teorema sobre les línies de transmissió. Afirma que el corrent injectat a la línia per un pas de tensió arriba a un màxim en un temps proporcional al quadrat de la distància per la línia. El teorema es deu a William Thomson, el futur Lord Kelvin. La llei tenia certa importància en relació amb els cables telegràfics submarins.

## La Llei
Per a un augment gradual de la tensió aplicada a una línia de transmissió, la llei dels quadrats es pot enunciar de la següent manera:
{\displaystyle t_{\text{max}}={1 \over 2}RCx^{2}}
on
és el moment en què el corrent a la línia arriba al màxim
és la resistència per metre de la línia
és la capacitat per metre de la línia
és la distància en metres des de l'entrada de la línia.
La llei dels quadrats no es limita només a les funcions de pas. També s'aplica a una resposta d'impuls o una funció rectangular que són més rellevants per a la telegrafia. Tanmateix, el factor multiplicador és diferent en aquests casos. Per a un impuls és 1/6 en lloc de 1/2 i per als polsos rectangulars és una cosa intermèdia depenent de la seva longitud.

Thomson va construir el seu resultat per analogia amb la teoria de la transferència de calor de Joseph Fourier (la transmissió d'un pas elèctric per una línia és anàloga a l'aplicació sobtada d'una temperatura fixa en un extrem d'una barra metàl·lica). Va trobar que l'equació que governa la tensió instantània a la línia, {\displaystyle v(x,t)} ve donada per,
{\displaystyle {\frac {\partial ^{2}v}{\partial x^{2}}}=RC{\frac {\partial v}{\partial t}}.}

## Explicació
Tant la llei dels quadrats com el retard diferencial associat es poden explicar amb referència a la dispersió. Aquest és el fenomen pel qual diferents components de freqüència del pols del telègraf viatgen pel cable a diferents velocitats depenent dels materials i la geometria del cable. Aquest tipus d'anàlisi, utilitzant el domini de la freqüència amb l'anàlisi de Fourier més que el domini del temps, era desconegut pels enginyers telègrafs de l'època. Probablement negarien que una cadena regular de polsos contingués més d'una freqüència. En una línia dominada per la resistència i la capacitat, com les de baixa freqüència analitzades per Thomson, el quadrat de la velocitat, {\displaystyle u}, d'una component de freqüència d'ona és proporcional a la seva freqüència angular, {\displaystyle \omega } de tal manera que,{\displaystyle u^{2}={\frac {2\omega }{CR}}.}